# Ophélie Meilleroux
Ophélie Anne-Laure Meilleroux (Montluçon, 18 de janeiro de 1984) é uma futebolista profissional francesa que atua como defensora.

## Carreira
Ophélie Meilleroux fez parte do elenco da Seleção Francesa de Futebol Feminino, nas Olimpíadas de 2012. 